# 테스트 주도 개발

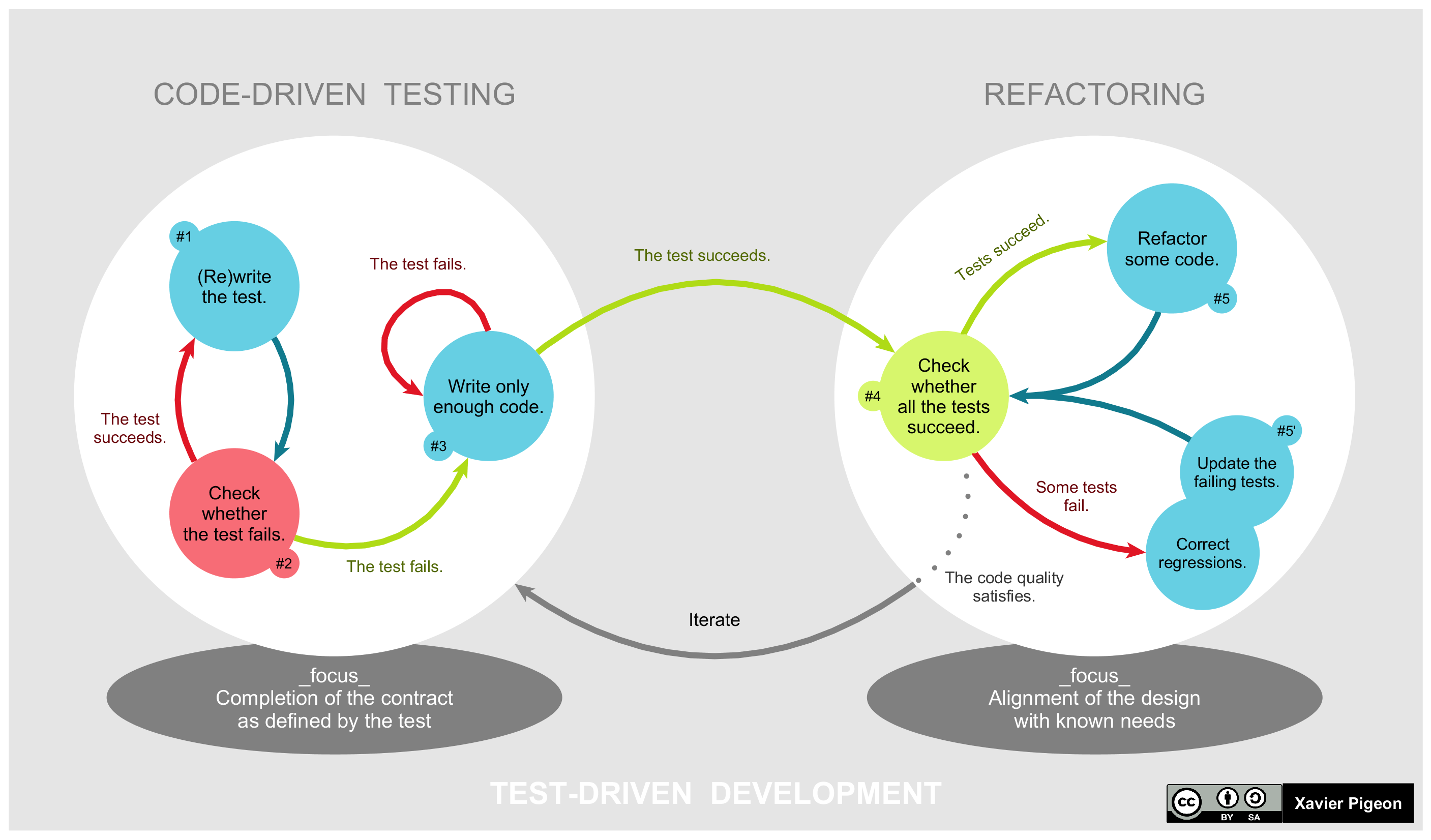

테스트 주도 개발(테스트 主導 開發, 영어: test-driven development), 줄여서 TDD는 매우 짧은 개발 사이클을 반복하는 소프트웨어 개발 프로세스 중 하나이다. 개발자는 먼저 요구사항을 검증하는 자동화된 테스트 케이스를 작성한다. 그런 후에, 그 테스트 케이스를 통과하기 위한 최소한의 코드를 생성한다. 마지막으로 작성한 코드를 표준에 맞도록 리팩토링한다. 이 기법을 개발했거나 '재발견' 한 것으로 인정되는 Kent Beck은 2003년에 TDD가 단순한 설계를 장려하고 자신감을 불어넣어준다고 말하였다.

## 같이 보기
- Behavior driven development
- Design by contract
- 소프트웨어 개발 철학들의 목록
- 유닛 테스트 프레임 워크들의 목록
- 모의 객체
- 소프트웨어 테스트
- Test case
- 유닛 테스트

## 참고 문헌
1. 켄트 벡 저, 김창준 역, 테스트 주도 개발, ISBN 978-89-91268-04-3.